# Rybnický uhelný okruh
Rybnický uhelný okruh (polsky Rybnicki Okręg Węglowy) je průmyslová oblast (region) v Polsku, která se rozkládá v jižní části Slezského vojvodství. Zahrnuje města Rybnik, Jastrzębie-Zdrój, Żory, Racibórz, Wodzisław Śląski.
Na území Rybnického uhelného okruhu je v provozu Jastrzębska Spółka Węglowa (Jastřembská uhelná společnost), která má ve svém majetku doly Borynia, Zofiówka, Jastrzębie, Pniówek, Krupiński a Budryk. Byla zde také menší Rybnicka Spółka Węglowa (Rybnická uhelná společnost), která provozovala doly 1 Maja, Marcel, Chwałowice, Jankowice a Rydułtowy-Anna. Po uzavření Rybnických dolů vznikla uhelná společnost Kompania Węglowa a poté Polska Grupa Górnicza.

## Geografie

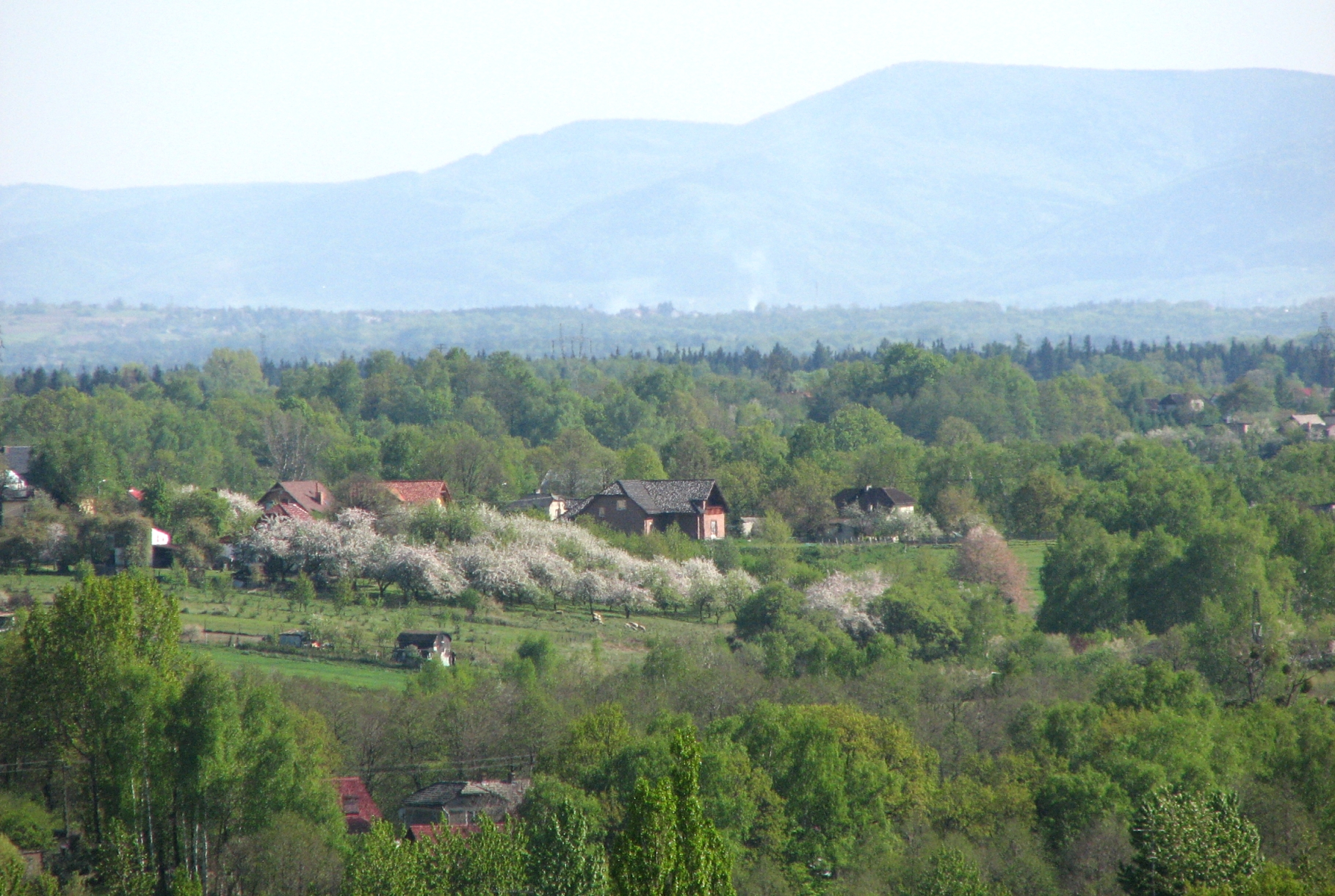
Prostředí obce Ruptawa

Rybnický uhelný okruh se nachází na Rybnickí plošině v jižní části Slezska, v povodí řeky Odry. Po stránce geologické se Rybnický uhelný okruh přimyká k Hornoslezské uhelné pánvi, která pokrývá celou Hornoslezskou průmyslovou oblast a Rybnický uhelný okruh. Rybnický uhelný okruh hraničí s Českou republikou na jihu a na severu s Hornoslezskou průmyslovou oblastí.
Skládá se z následujících měst: Rybnik, Jastrzębie-Zdrój, Żory, Racibórz, Wodzisław Śląski, Czerwionka-Leszczyny, Rydułtowy, Radlin, Pszów a také z menších měst.
| Město/obec       | Populace | Rozloha (km2) |
| ---------------- | -------- | ------------- |
| Rybnik           | 141 387  | 148,36        |
| Jastrzębie-Zdrój | 93 455   | 88,62         |
| Żory             | 61 982   | 64,59         |
| Racibórz         | 56 675   | 74,96         |
| Wodzisław Śląski | 49 386   | 49,62         |
| Rydułtowy        | 21 833   | 14,95         |
| Radlin           | 17 673   | 12,53         |
| Pszów            | 13 753   | 20,42         |
| Celkem           | 456 144  | 474,05        |

## Průmysl

### Hornictví

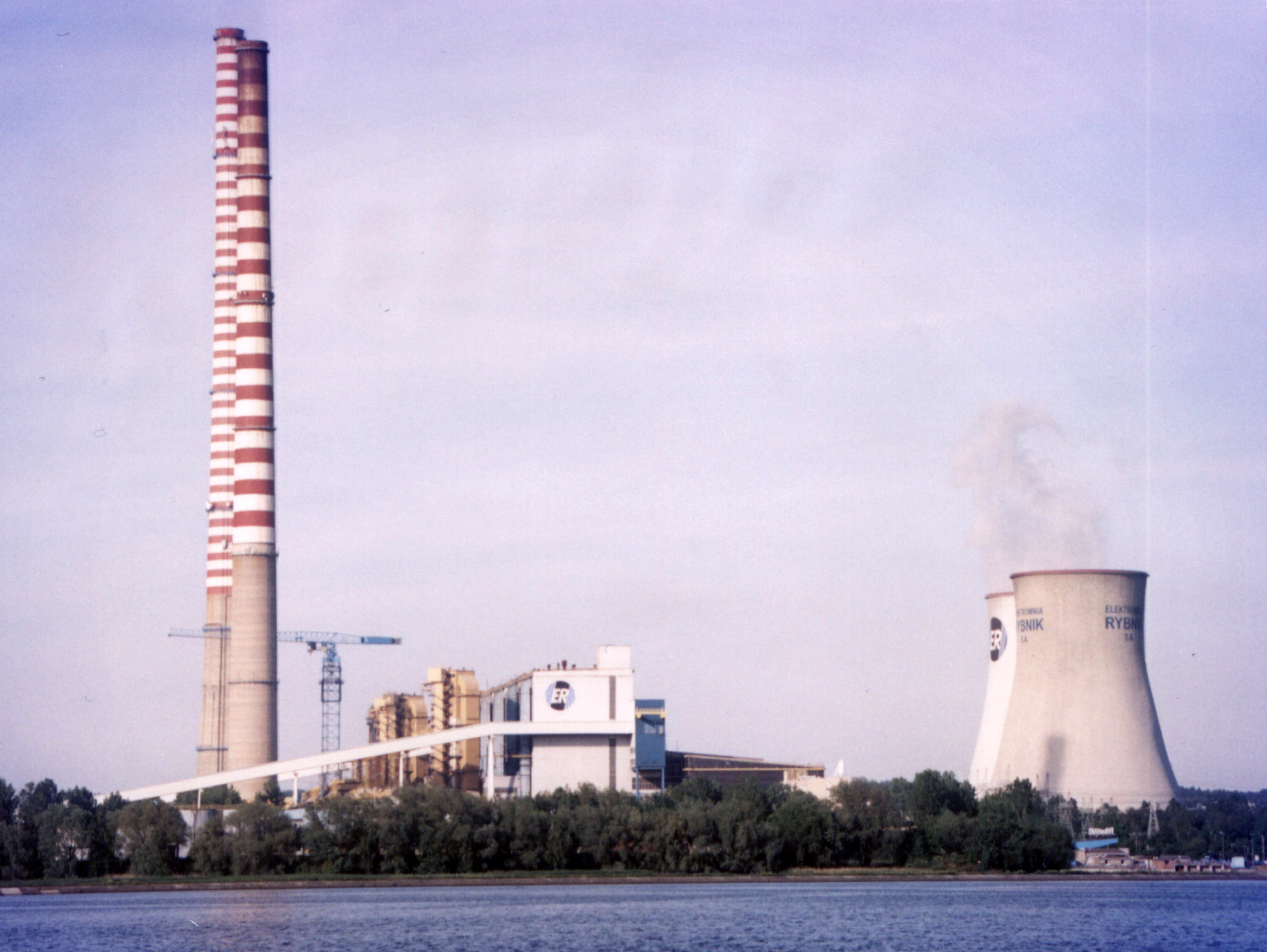
Elektrárna Rybnik

Zásoby uhlí jsou odhadovány na cca 13,5 miliard tun a kamenné soli na 3 miliardy tun. Dominuje důlní průmysl (2 uhelné firmy) spolu s metalurgickým, strojním, chemickým, koksárenským (např. surový černouhelný dehet, surový koksárenský benzol, koksárenský plyn, kapalná síra), stavebních materiálů a energetickým (v roce 1972 byla otevřena v Rybniku elektrárna s kapacitou 1600 MW).
V provozu je rovněž Jastrzębska Spółka Węglowa (Jastřembská uhelná společnost), která byla založena v 1. dubna 1993 se sídlem v obci Jastrzębie-Zdrój. Společnost má ve vlastnictví doly Borynia, Jas-Mos, Krupiński, Pniówek a Zofiówka. Byla zde také menší Rybnicka Spółka Węglowa (Rybnická uhelná společnost), které patřily doly 1 Maja, Marcel, Chwałowice, Jankowice a Rydułtowy-Anna. V roce 2003 byla Rybnicka Spółka Węglowa včleněna do společnosti Kompania Węglowa.
| Důl       | Vytěženo v netto | Dobývací prostor | Operativní zásoby | Typ produkovaného uhlí |
| --------- | ---------------- | ---------------- | ----------------- | ---------------------- |
| Borynia   | 6200 t/d         | 17,4 km²         | 34 mil. tun       | 35.1, 35.2A, 35.2B     |
| Zofiówka  | 10 300 t/d       | 16,4 km²         | 87 mil. tun       | 35.1                   |
| Jas-Mos   | 11 100 t/d       | 32,5 km²         | 34,1 mil. tun     | 35.2B                  |
| Krupiński | 8500 t/d         | 27,2 km²         | 34,8 mil. tun     | 34.1 a částečně 34.2   |
| Pniówek   | 18 500 t/d       | 28,5 km²         | 101,3 mil. tun    | 35.1 a částečně 31-33  |

### Energetika
V oblasti Rybnického uhelného okruhu je ve městě Rybnik v provozu elektrárna s kapacitou více než 1700 MW. Byla založena v roce 1972 a je jednou z největších v zemi. Činnost prvních bloků byla zahájena v letech 1972-1974 a následně v roce 1978. Jedná se o největší elektrárnu v Horním Slezsku, která produkuje více než 7% národní produkce elektrické energie.
Kromě toho má elektrárna dvě chladicí věže (120 m) a dva komíny o výškách 260 a 300 metrů. Jeden komín připadá na 4 bloky. Systém chlazení je založen na umělé vodní nádrži (Rybnické jezero) o rozloze 550 ha.
V dubnu roku 2006 začala stavba Instalace na mokré odsiřování spalin (IMOS) a dne 12. května 2008 a v 17:42 byl zahájen provoz jednoho z absorbérů na mokré odsiřování spalin, jehož úkolem je čistit spaliny ze dvou energetických bloků. Výsledkem tohoto procesu je bílý kouř (oblak vodní páry), stoupající z nového komína o výšce 120 m.
Technické údaje:
| Výkon   | Roční produkce energie | Roční spotřeba uhlí | Povrch vodní nádrže |
| ------- | ---------------------- | ------------------- | ------------------- |
| 1775 MW | 9000 GWh               | 4 000 000 tun       | 550 hektarů         |